# Robinson Crusoe
Robinson Crusoe este un roman scris de Daniel Defoe, publicat pentru prima dată în 1719 și este adesea considerat primul roman scris vreodată în limba engleză. Cartea este o autobiografie de ficțiune a presupusului autor, al cărui nume este omonim cu cel al titlului romanului, descriind supraviețuirea și viața acestuia după naufragierea sa pe o insulă tropicală din largul coastei Venezuelei de astăzi, timp în care întâlnește locuitori nativi ai Americii, captivi și marinari răsculați, înainte de a fi salvat. Modul de prezentare al acestui roman se bazează pe prezentarea amănunțită, aproape documentară a vieții personajului, prezentând narațiunea pe baza unor "documente false", care conferă narațiunii un aspect real.

## Istoric
Romanul și conținutul acestuia au fost foarte probabil influențate de viața reală a lui Alexander Selkirk, un marinar scoțian care a trăit absolut singur timp de patru ani pe o insulă chiliană din Oceanul Pacific, denumită Más a Tierra, al cărui nume a fost schimbat în 1966 în Insula lui Robinson Crusoe (în engleză, Robinson Crusoe Island, în spaniolă, Isla Robinson Crusoe). Totuși, detaliile insulei lui Crusoe au fost probabil inspirate de insula caraibiană Tobago, deoarece această insulă se află la o scurtă distanță de nordul coastei venezuelene lângă gura de vărsare a râului Orinoco și în vederea insulei Trinidad. Este de asemenea posibil ca Defoe să fi fost inspirat de traducerile în limba engleză și în latină ale lui Ibn Tufail pentru Hayy ibn Yaqdhan, un roman timpuriu ce se desfășura tot pe o insulă pustie0. O altă sursă pentru romanul lui Defoe mai poate fi declarația lui Robert Kno despre răpirea sa de către Regele din Ceylon în 1659, scriere publicată în "O referire istorică a insulei Ceylon".

## Adaptări

### Filme
- Robinson Crusoe (1902)
- The Adventures of Robinson Crusoe (1922), film serial
- Little Robinson Crusoe (1924)
- Robinson Crusoe (1927)
- Robinson Crusoe (Робинзон Крузо, 1947), 3D, film sovietic
- Robinson Crusoe (1954)
- Miss Robin Crusoe (1954)
- Robinson Crusoe on Mars (1964)
- Lt. Robin Crusoe, U.S.N. (1966)
- Man Friday (1975)
- Mr. Robinson (1976)
- Crusoe (1988)
- Naufragiat (Shipwrecked, 1990)
- Robinson Crusoe (1997)